# Korsgång

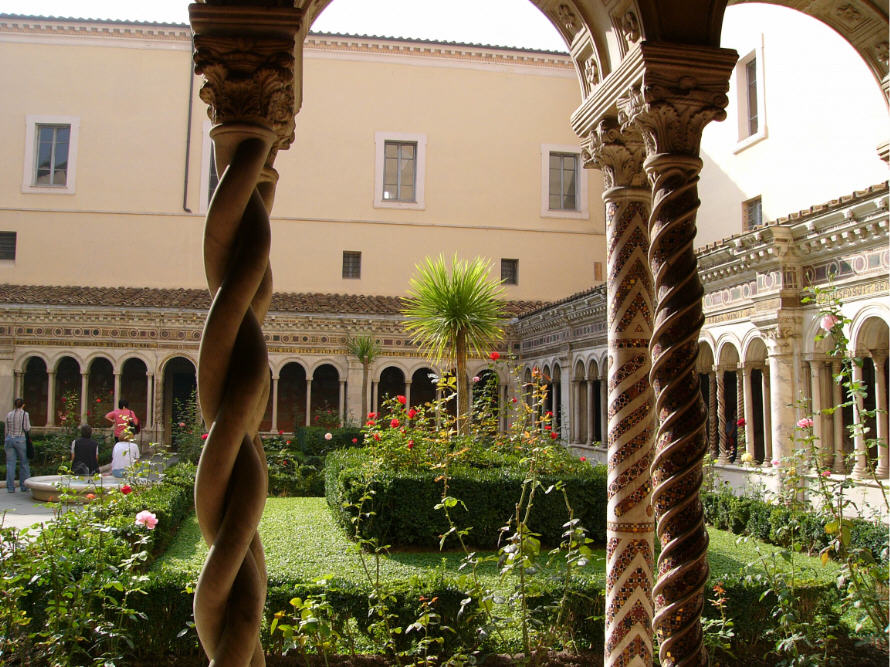
Korsgång vid San Paolo fuori le Mura i Rom.

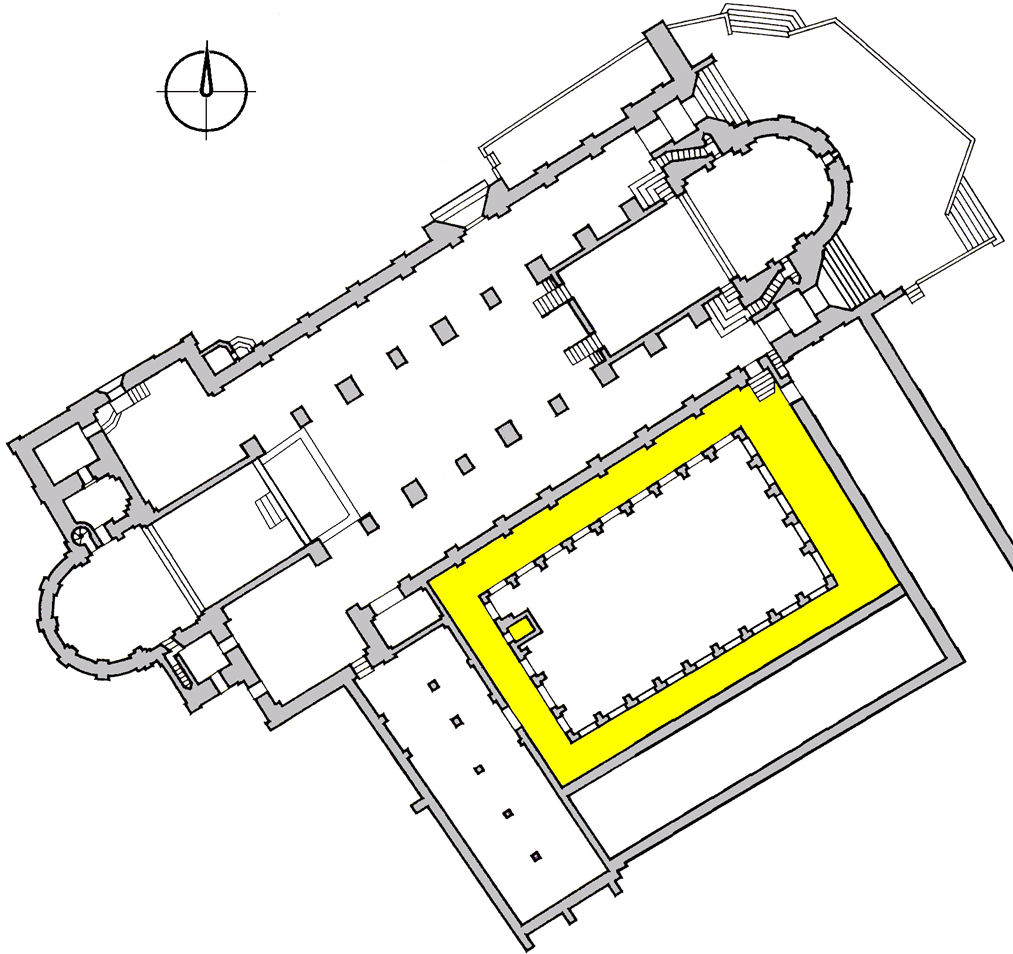
Korsgång vid Bambergs domkyrka.

Korsgång avser den arkad- eller fönsterförsedda gång som på alla fyra sidor omger en klostergård och ligger mellan denna och den omgivande kyrko- respektive klosteranläggningen. 
De olika byggnaderna i en större och rikare klosteranläggning grupperade sig i regel omkring en öppen fyrkantig gård, mot norr i allmänhet begränsad av klosterkyrkans södra långsida. Denna gård omgavs av välvda portiker eller pelargångar, som med bågställningar öppnade sig mot densamma. Dessa hallar, av vilka ibland saknades den norra, utgjorde tillsammans den så kallade korsgången, som förmedlade förbindelsen mellan kyrkan och de olika klosterbyggnaderna samt mellan dessa inbördes. Den användes därjämte för högtidliga processioner (därav sannolikt namnet, eftersom ett kors då bars framför eller i tåget), till spatserplats för klosterinvånarna samt till uppehållsort vid milt väder. Ovan korsgången var sovrummen belägna. Till korsgången anslöt kapitelsalen för rådplägningar samt matsalen (refektorium). Den kringslutna gårdsplanen hade gångar, gräsplaner och planteringar och påminde om ett atrium vid de gammalkristna kyrkorna. Den användes också som begravningsplats för klostermedlemmar. I mitten höjde sig ett kors; i ett hörn fanns ofta en brunn för tvagningar.